# Fuerte Mosé
El Fuerte Mosé (en inglés Fort Mose), cuyo nombre oficial era Gracia Real de Santa Teresa de Mosé, fue el primer asentamiento legal de colonos negros libres en lo que actualmente es Estados Unidos, entonces territorio español. Situado a 3,2 km (aproximadamente dos millas inglesas) al norte de la ciudad de San Agustín, su construcción fue decretada en 1738 por el entonces gobernador español de Florida, Manuel de Montiano. Al igual que otras fortificaciones de la zona, el Fuerte Mosé tenía como objetivo vigilar la frontera con la colonia británica de Georgia y dificultar cualquier asalto sobre San Agustín. 
Debido a su situación fronteriza con el Imperio Británico, la Florida española terminó por convertirse en un santuario para los esclavos africanos que lograban escapar de las Carolinas y Georgia. Quienes consiguieron ese objetivo encontraron en Fuerte Mosé refugio y libertad de acuerdo con las leyes españolas. Esto ocurría más de un siglo antes de la "Proclamación de Emancipación" de Abraham Lincoln. Por ello actualmente el Mosé está considerado como un lugar de gran importancia en la historia afroamericana de los Estados Unidos, en general, y del Estado de Florida en particular. En 1994 el sitio fue designado como Monumento Histórico Nacional y fue incluido en el Registro Nacional de Lugares Históricos. En 2009 el Servicio de Parques Nacionales incluyó a Fort Mose como sitio precursor del Ferrocarril subterráneo.

## Antecedentes
A principios del siglo XVIII, miles de esclavos africanos eran explotados como trabajadores en los campos de algodón de Georgia y las Carolinas. Si conseguían escapar, los fugitivos malvivían como "cimarrones" en las profundidades de los bosques o eran acogidos por tribus indias como los seminola, donde se convertían en los llamados Semínolas negros. En Florida y otras dependencias españolas muchos negros eran libres, y aunque tampoco faltaban los esclavos, su situación, conforme a la tradición legal española, basada en el antiguo derecho romano y la doctrina católica, era mejor que la de los esclavos de las colonias británicas, pues podían tener pertenencias personales, casarse, mantener unidas sus familias, acudir a los tribunales en defensa de sus derechos e incluso comprar su libertad. 
En 1687 once esclavos fugitivos llegaron a San Agustín y solicitaron por primera vez asilo a las autoridades españolas, que se lo concedieron a cambio de bautizarse como católicos y colaborar en la construcción del Castillo de San Marcos donde recibieron un sueldo de un peso al día. En 1693 el Rey Carlos II de España ordenó, por medio de una Real Cédula, que todos los esclavos fugitivos británicos que alcanzasen Florida, hombres o mujeres, siempre que abrazasen la fe católica, fuesen liberados. 
En algunos casos los fugitivos que llegaban a San Agustín eran integrados dentro de las milicias negras (formadas por hombres libres) que también existían en otras plazas caribeñas como Veracruz, Puerto Rico o La Habana. Así lo hizo en 1724 un esclavo mandingo que había huido de Carolina y tomado el nombre de Francisco Menéndez, y que en 1728 se destacó (al igual que el resto de la Milicia Negra de San Agustín) al repeler varias incursiones de los británicos sobre Florida. Estas acciones ganaron la admiración de Montiano, que nombró a Menéndez Capitán de la milicia en el nuevo enclave defensivo. Menéndez juró servir a la Corona Española "hasta que la última gota de sangre fuera derramada", y sirvió como líder del resto de africanos que consiguieron llegar, en los años siguientes, a Florida.

## El primer Fuerte Mosé

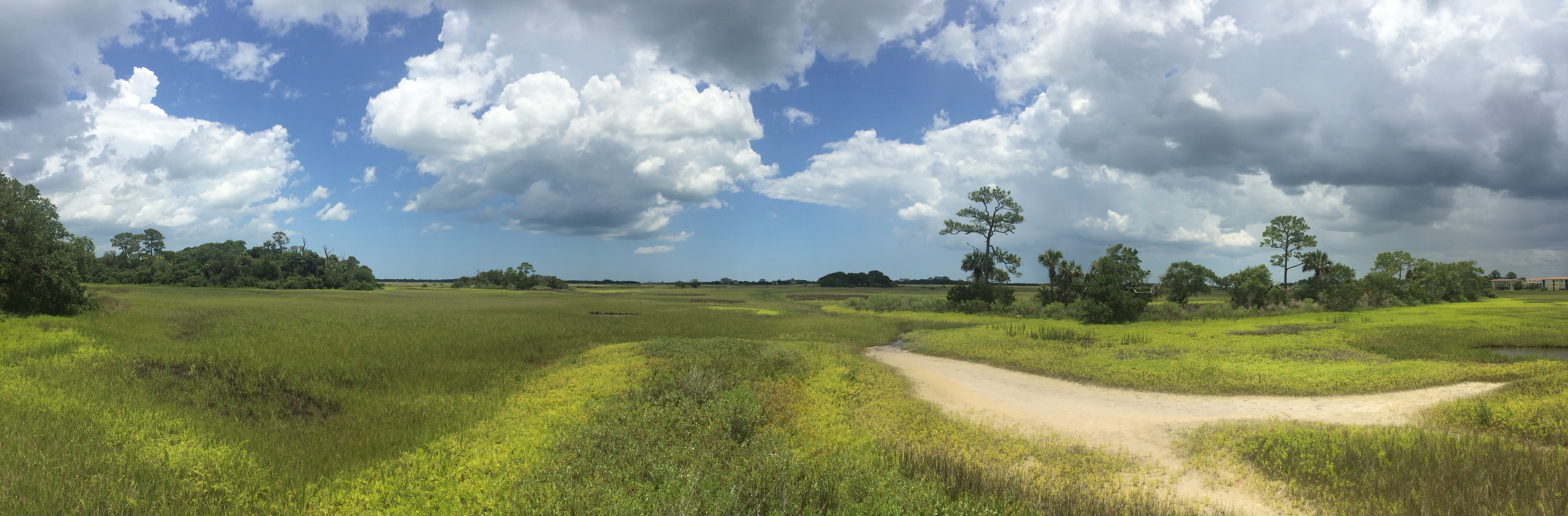
Panorámica de las marismas en donde se localizaba el asentamiento libre de Fuerte Mosé.

En 1738 eligiendo un terreno elevado junto al arroyo de Mosé, a 3 km de la ciudad de San Agustín,  el gobernador español de Florida, Manuel de Montiano, decidió establecer un asentamiento de negros y mulatos libres. El fuerte tenía cuatro muros altos de piedra y coquina, situados sobre rampas de tierra compactada, y su guarnición estaba compuesta por cien africanos distribuidos en veinte barracones. La gran mayoría habían nacido libres en África y sólo unos pocos lo habían hecho como esclavos en América; por una parte porque los afroamericanos eran poco comunes en las plantaciones de Georgia, pues resultaban más caros que los esclavos importados, y por otra porque al haber vivido siempre en cautiverio eran menos proclives a fugarse y alcanzar territorio español. 
Los hombres habían sido bautizados y prestado fidelidad a la Corona, tomando nombres españoles (Antonio Caravallo, Santiago Solís o Ana María de Escobar, posible mujer de Francisco Menéndez). La mayoría de hombres tenía en el fuerte a sus mujeres, también ex esclavas, y a sus hijos nacidos en libertad. Al contar con hombres adiestrados en la milicia de San Agustín, el control del fuerte recayó sobre los propios africanos, que gozaron de total autonomía. 
El mismo año, un grupo de veintitrés africanos, entre ellos hombres, mujeres y niños, lograron fugarse de la plantación del plantador Caleb Davis, en Port Royal (Carolina del Sur), y pasaron a formar parte del asentamiento afrohispano de Mosé. Semanas después, se produjo una revuelta de esclavos en las inmediaciones del río Stono, en la que los africanos (angoleños, en su mayoría), acabaron con la vida de más de veinte británicos y trataron de llegar a San Agustín. Lo mismo ocurrió con un grupo de esclavos cuya misión era construir un destacamento militar en la frontera; se fugaron y llegaron hasta Mosé. 
En 1739 Mosé era económicamente autosuficiente gracias a algunos campos de cultivo situados en su periferia, y formaba parte de la línea defensiva de Florida.

## La batalla de "Bloody Mose"
En 1740 cansados del efecto llamada provocado por el, cada vez más famoso, Fuerte Mosé y aprovechando la declaración de guerra británica sobre España, las colonias británicas invadieron la Florida española. El fuerte sufrió su peor golpe en el mes de mayo, cuando fue atacado por fuerzas británicas comandadas por el gobernador de Georgia, James Edward Oglethorpe, como parte de su campaña contra San Agustín. La fortificación fue ocupada fugazmente por los ingleses, pero la guarnición africana, que había retrocedido momentáneamente a San Agustín, regresó para expulsar a los atacantes con la ayuda de algunas tribus indias aliadas y tropas españolas llegadas desde esta ciudad y La Habana (Batalla de "Bloody Mose"). Durante la reconquista de la plaza se desató un incendio que dañó gravemente la fortificación.
El éxito en la batalla permitió a los afrohispanos expulsar a los británicos, pero destrozó por completo el icónico fuerte. Desde ese momento, y durante más de diez años, los africanos de Mosé se incorporaron a la vida de San Agustín, mezclándose con los españoles. Posteriormente, varios de los hombres del Fuerte Mosé se unieron a la contraexpedición de 2000 hombres con la que Montiano invadió Georgia y lucharon junto a él en la Batalla de Bloody Marsh.

## El segundo Fuerte Mosé
En 1756 los esclavos reconstruyeron el fuerte y lo reocuparon. De esta época es el único censo existente de Mosé (1759), por el cual sabemos que vivían decenas de familias afrohispanas en el nuevo destacamento, esta vez de tres muros, al utilizar el arroyo de Mose como cuarta línea de defensa. No obstante, en 1763, Florida pasó a manos británicas debido a la derrota española en la Guerra de los siete años y los habitantes de Fuerte Mosé se negaron a permanecer bajo soberanía británica por ello marcharon a Cuba. 
Es probable que la mayoría se uniese entonces a la milicia de La Habana y que, por tanto, algunos de ellos o sus hijos estuviesen presentes en la reconquista de Florida llevada a cabo por Bernardo de Gálvez y Madrid en 1781. Florida retornó oficialmente a manos españolas en 1783, pero ya nadie volvió a las ruinas del Fuerte Mosé para reconstruirlo. Lo que quedaba del emplazamiento fue ocupado en 1812 por el ejército Patriota estadounidense, que fueron finalmente expulsados de La Florida. El fuerte fue desmantelado y quemado para evitar que fuera nuevamente usado por incursiones enemigas en Florida.  Sin embargo, esto no impediría que Florida pasase a dominio estadounidense en 1819 tras la firma del Tratado de Adams-Onís.

## En la actualidad

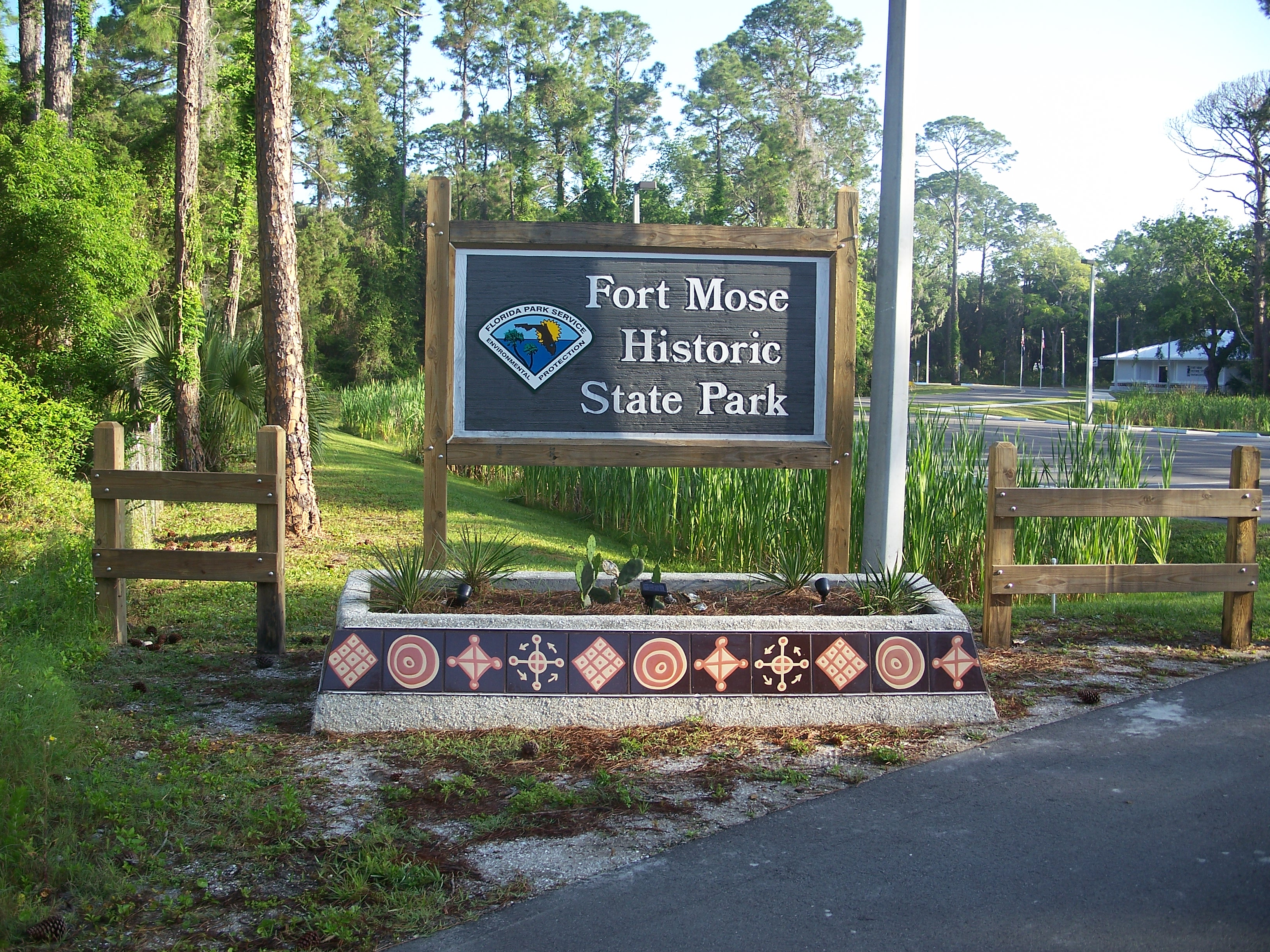
Entrada al Fort Mose Historic State Park.

Actualmente ya no quedan ni siquiera ruinas donde una vez estuvo el Fuerte Mosé, pero sí se han podido recuperar diversos restos en varias campañas arqueológicas (la primera de las cuales tuvo lugar en 1986). Después de que el Estado de Florida comprara el terreno donde se sitúan los restos, en 1994, la zona fue declarada Monumento Histórico Nacional y fue incluida en el Registro Nacional de Lugares Históricos. En 2009, el Servicio de Parques Nacionales incluyó a Fort Mose como sitio precursor del National Underground Railroad Network to Freedom. En la actualidad, el lugar donde una vez estuvo el fuerte sirve de escenario a representaciones de la "Batalla de Bloody Mose" llevadas a cabo por actores. También se ha construido un museo temático junto al antiguo emplazamiento del Fuerte Mosé. En 2022 dieron comienzo las obras para reconstruir parte del antiguo fuerte junto al museo. 

## Cultura popular
Además de los esfuerzos de la Fort Mose Historical Society y de las recreaciones históricas hechas anualmente en el sitio, la vida de este fuerte ha sido llevada a la ficción en diversas publicaciones. Su defensa y la vida de los africanos en el destacamento es el eje central de la novela El fuerte de la Florida (Ediciones Pàmies, 2022) del autor español Santiago Mazarro. Además, la novela gráfica "1740: San Agustín", de Cascaborra Ediciones, relata la vida de Francisco Menéndez, el capitán del fuerte. El libro infantil "Fort Mose: And the Story of the Man Who Built the First Free Black Settlement in Colonial America"  y la obra divulgativa "Colonial America's Black Fortress of Freedom", son otros ejemplos. 